# Anna Przyborowska-Klimczak
Anna Zofia Przyborowska-Klimczak (ur. 1954) – polska prawnik, profesor nauk prawnych, specjalistka w zakresie prawa międzynarodowego publicznego, od 2012 dziekan Wydziału Prawa i Administracji Uniwersytetu Marii Curie-Skłodowskiej w Lublinie.

## Życiorys
W 1978 ukończyła studia na Wydziale Prawa i Administracji Uniwersytetu Marii Curie Skłodowskiej w Lublinie. W 1983 na podstawie rozprawy pt. Prawnomiędzynarodowa ochrona światowego dziedzictwa kulturalnego napisanej pod kierunkiem prof. dr hab. Lecha Antonowicza uzyskała stopień naukowy doktora nauk prawnych. Stopień doktora habilitowanego nauk prawnych otrzymała w 2004 roku na podstawie dorobku naukowego i rozprawy pt. Ochrona przyrody. Studium prawnomiędzynarodowe. W 2013 prezydent RP Bronisław Komorowski nadał jej tytuł profesora nauk prawnych.
W 2012 została dziekanem Wydziału Prawa i Administracji UMCS. W 2016 została wybrana na kolejną kadencję. Na wydziale pełni także funkcję kierownika Katedry Prawa Międzynarodowego Publicznego.
Jest wiceprzewodniczącą Polskiej Grupy Stowarzyszenia Prawa Międzynarodowego (ILA) oraz członkiem rzeczywistym i członkiem zarządu Lubelskiego Towarzystwa Naukowego.

## Życie prywatne
Jest córką Lecha Przyborowskiego, profesora nauk farmaceutycznych.

## Wybrane publikacje
- Dokumenty europejskie, Lublin: „Morpol”, 1996 (wiele kolejnych wydań)
- Dokumenty Wspólnot Europejskich, Lublin: Lubelskie Wydawnictwa Prawnicze, 1994
- Międzynarodowa współpraca w dziedzinie kultury. Wybór dwustronnych umów zawartych przez Polskę, Radom: WSH, 2002.
- Ochrona przyrody. Studium prawnomiędzynarodowe, Lublin: Wydawnictwo Uniwersytetu Marii Curie-Skłodowskiej, 2004.
- Prawnomiędzynarodowe źródła współpracy międzyregionalnej i transgranicznej Polski. Wybór dokumentów, Radom: WSH, 2002.
- Prawnomiędzynarodowe źródła współpracy regionalnej Polski. Wybór dokumentów, Białystok: „Ekonomia i Środowisko”, 2000.
- Prawo dyplomatyczne i konsularne. Wybór dokumentów, Lublin: Lubelskie Wydawnictwa Prawnicze, 2001 (i dwa kolejne wydania)
- Prawo międzynarodowe publiczne. Wybór dokumentów, Lublin: Lubelskie Wydawnictwa Prawnicze, 1992 (i wiele kolejnych wydań)
- Prostytucja, Warszawa: Wolters Kluwer, 2014.
- Rozwój ochrony dziedzictwa kulturalnego w prawie międzynarodowym na przełomie XX i XXI wieku, Lublin: Wydawnictwo Uniwersytetu Marii Curie-Skłodowskiej, 2011.
- Stosunki traktatowe Polski z państwami sąsiednimi. Wybór dokumentów, Lublin: Lubelskie Wydawnictwa Prawnicze, 1998.
- Z kart historii polskiej nauki prawa międzynarodowego, Lublin: Wydawnictwo Uniwersytetu Marii Curie-Skłodowskiej, 2002[4].